# К востоку от Эдема (сериал)
«К востоку от Эдема» (англ. East of Eden) — будущий мини-сериал Зои Казан с Флоренс Пью в главной роли. Сюжет основан на одноимённом романе Джона Стейнбека 1952 года. Премьера запланирована на сервисе Netflix.

## Сюжет
В мини-сериале будут раскрыты темы травмы и восстановления, любви и предательства, долга и свободы воли. В сериале будет нарисован интимный портрет семьи Трасков на фоне огромных исторических сил — или, как выразился Стейнбек, «история моей страны и меня самого».

## В ролях
- Флоренс Пью — Кэти Эймс
- Кристофер Эбботт — Адам Траск
- Майк Фейст — Чарльз Траск
- Хун Ли — Ли
- Трейси Леттс — Сайрус Траск
- Марта Плимптон — Фэй
- Киаран Хиндс — Сэмюэль Гамильтон
- Джо Андерс — Арон Траск
- Джозеф Зада — Кэл Траск

## Производство
Автором сценария сериала стала Зои Казан, чей дед Элиа Казан снял экранизацию романа в 1955 году. Компании Anonymous Content и Fifth Season совместно продюсируют семисерийный мини-сериал для Netflix. Гарт Дэвис станет режиссёром первых четырёх эпизодов и исполнительным продюсером. Кроме того, Лора де Клермон-Тоннерр будет режиссёром последних трёх эпизодов. Антуан Дуайи и Зак Хейден выступят в качестве исполнительных продюсеров. Флоренс Пью рассматривалась на роль в сериале еще с 2022 года и возглавила актёрский состав, а также выступила сопродюсером. Джеб Стюарт является сопродюсером вместе с Казан.
В сентябре 2024 года к Пью присоединились Кристофер Эбботт, Майк Фейст и Хун Ли. В следующем месяце в актёрский состав вошли Трейси Леттс, Марта Плимптон и Киаран Хиндс. Съёмки начались в Новой Зеландии в октябре 2024 года. Сообщалось, что местом съемок станет Окленд.